# As Sete Leis Espirituais do Sucesso
As Sete Leis Espirituais do Sucesso (do original em inglês The Seven Spiritual Laws of Success) é um livro de auto-ajuda do autor e médico Deepak Chopra, no formato de livro de bolso, livremente inspirado em conceitos hinduístas e espiritualistas, e lançado em 1994 nos Estados Unidos, que prega a ideia de que o sucesso pessoal não é resultado de trabalho duro, planos precisos ou ambição desmedida, mas ao invés é o resultado da compreensão de nossa natureza básica como ser humano e de como seguir as leis da natureza. Segundo o livro, quando entendermos essas leis e as aplicarmos em nossas vidas, tudo o que quisermos pode ser criado, “porque o mesmo campo que a natureza utiliza para criar uma floresta, uma galáxia, ou um corpo humano, também pode efetuar a realização de nossos sonhos”. O "sucesso" referido por Chopra é o sucesso espiritual, da mente e do bem-estar interior das pessoas, e não necessariamente envolve o sucesso financeiro.
O livro vendeu 1,5 milhão de cópias nos Estados Unidos e cerca de 3 milhões no resto do mundo, e figurou na lista dos 10 livros mais vendidos do jornal The New York Times.

## Resumo das Sete Leis Espirituais
O livro é estruturado em capítulos, cada um apresentando uma das “sete leis espirituais do sucesso”, conforme resumido a seguir :
1.  Lei da Potencialidade Pura – A fonte de toda criação é a consciência pura ou pura potencialidade buscando a expressão do não-manifesto para o manifesto. Com a prática diária do silêncio, da meditação, e do não-julgamento, e com a percepção de que nosso verdadeiro Eu é de pura potencialidade, nós nos alinhamos com o poder que tudo manifesta no Universo e obtemos o que desejamos.
2. Lei da Doação - O universo opera através de trocas dinâmicas. Dar e receber são diferentes aspectos do fluxo de energia. Com a nossa disposição de dar o que buscamos, mantemos a abundância do Universo em nossas vidas. A força motriz por trás da doação deve ser a felicidade – se quiser amor, alegria ou coisas boas, dê o mesmo aos outros.
3. Lei do Carma ou Causa e Efeito – Colhemos o que plantamos. Toda ação gera uma força de energia que retorna de modo análogo. Quando nossas ações e escolhas conscientes trazem felicidade e sucesso para os outros, o fruto de nosso carma será alegria e sucesso.
4. Lei do Mínimo Esforço – A inteligência da natureza funciona sem esforço – as flores não tentam desabrochar, elas desabrocham; os pássaros não tentam voar, eles voam. Se buscamos poder, dinheiro ou felicidade para a satisfação do ego, desperdiçamos energia; mas se nossas ações são motivadas por amor, harmonia e alegria, nossa energia se multiplica e podemos usar o excedente para criar o que quisermos.
5. Lei da Intenção e do Desejo – “Inerente a toda intenção e desejo, está a mecânica para a sua realização. E quando colocamos uma intenção no campo da pura potencialidade, colocamos este poder organizador infinito para trabalhar para nós”.  No nível da mecânica quântica, o universo é uma extensão de nosso corpo, e nossa intenção detona transformações de energia e informação, e organiza sua própria realização.
6. Lei do Distanciamento – No distanciamento está a sabedoria da incerteza, e nesta sabedoria está a liberdade em relação ao nosso passado, ao conhecido, que é a prisão do condicionamento passado. Quando nos abrimos ao desconhecido, ao campo de todas as possibilidades, nos entregamos à mente criativa que orquestra a dança do universo. O apego é baseado no medo e na insegurança, e cria ansiedade. O apego excessivo aos bens materiais – símbolos transitórios do Eu – traz a sensação de inutilidade e vazio.
7. Lei do Darma ou do Propósito de Vida – “Todos têm um propósito na vida... algo único para dar aos outros. E quando misturamos este talento com o serviço aos outros, experimentamos o êxtase de nosso próprio espírito, o que é objetivo último de todos os objetivos”.  Primeiro, devemos descobrir nosso verdadeiro eu; depois, expressar nossos talentos especiais; e finalmente, usar este nosso dom para servir a humanidade.